# Батсалыколь
Батсалыколь (каз. Батсалыкөл) — озеро в Узункольском районе Костанайской области Казахстана. Находится в 17 км к северо-западу от села Златоуст и в 12 км к западу от Кунтимес.
По данным топографической съёмки 1944 года, площадь поверхности озера составляет 2,85 км². Наибольшая длина озера — 2,4 км, наибольшая ширина — 1,7 км. Длина береговой линии составляет 6,7 км, развитие береговой линии — 1,11. Озеро расположено на высоте 96,3 м над уровнем моря.